# Арисон, Шари
Шари Арисон (англ. Shari Arison, ивр. שרי אריסון‎; род. 9 сентября 1957, Нью-Йорк, Нью-Йорк) — израильская предпринимательница и филантроп американского происхождения. Является владельцем компании Arison Investments, которая состоит из нескольких подразделений, и The Ted Arison Family Foundation, которая состоит из нескольких филантропических организаций, действующих как дочерние общества.

## Биография
Родилась в Нью-Йорке и является дочерью бизнесмена Теда Арисона и Мины Арисон Сапир. У неё есть старший брат Микки. В 1966 году её родители развелись и она переехала в Израиль вместе с матерью. В возрасте 12 лет вернулась в США, чтобы жить с отцом, но пять лет спустя вернулась в Израиль, где поступила на службу в Армию обороны Израиля. В 1999 году её отец умер и завещал ей 35 % своего имущества.
В 2003 году спровоцировала акции протестов после того, как 900 работников были уволены из банка Апоалим (её отец вместе с группой инвесторов получил контроль над этим банком при его приватизации в 1997 году).
По данным Forbes, в 2007 году была самой богатой женщиной на Ближнем Востоке и единственной женщиной, которая входила в двадцатку самых богатых людей региона в 2007 году. По состоянию на ноябрь 2021 года Forbes оценил её состояние в 4,6 млрд долларов США, что сделало её 590-м самым богатым человеком в мире и четвёртым самым богатым человеком в Израиле.
В марте 2009 года спонсировала третий ежегодный «День добрых дел» в Израиле, в ходе которого её некоммерческая организация Ruach Tova вдохновила тысячи израильтян заняться волонтерством по всей стране. В рамках мероприятия, которое состоялось недалеко от Тель-Авива, палестинский молодёжный оркестр выступил на концерте в честь выживших в Холокосте. Они играли классические арабские мелодии и песни о мире, но по возвращении группы в Дженин местные арабские власти осудили руководителя оркестра за «эксплуатацию детей в политических целях». Событие привлекло внимание мировых СМИ. После концерта на «День добрых дел» дирижёр оркестра была изгнана из её родного города Дженина.
В 2010 году была награждена премией «Партнёры за демократию» «Лиги дружбы Америка-Израиль» за её вклад в развитие экономик Израиля и Соединённых Штатов Америки.
В течение 21 года была акционером банка Апоалим, но после продажи части своих акций в ноябре 2018 года утратила контрольный пакет. Также была владельцем Shikun & Binui в течение 22 лет, проданного Saidoff Group 6 августа 2018 года.
По состоянию на 22 января 2024 года журнал Forbes оценил состояние Шари Арисон в 4,4 млрд долларов США, поместив её на 672-е место в списке миллиардеров, а также на 8-е место среди самых богатых людей Израиля.

## Деловая активность
Владеет или принимает активное участие в различных предприятиях и благотворительных организациях, включая:
- Arison Investments;
- The Ted Arison Family Foundation;
- Банк Апоалим;
- Shikun & Binui;
- Goodnet.org — интернет-издание СМИ, публикующее «Хорошие новости»[16].

## Личная жизнь
Трижды была замужем и трижды развелась. Первым мужем был Хосе Антонио Суэйрас, член экипажа одного из кораблей, принадлежащих её отцу, у них было трое детей. Вторым мужем был баскетболист Мики Дорсман, у них был один ребёнок. Третьим мужем был Офер Глейзер.